# مری درسلهوز
مری درسلهوز (هلندی: Mary Dresselhuys; ۲۲ ژانویهٔ ۱۹۰۷ – ۱۹ مهٔ ۲۰۰۴) هنرپیشه اهل هلند بود. او در تیل هلند هلند متولد شد و در آمستردام فوت کرد. مری در دوران فعالیت حرفه‌ای خود در بیش از ۱۵۰ نقش  حضور داشت. او طیف گسترده‌ای از نقش ها را ایفاد کرده بود، اما بیشتر به عنوان ملکه کمدی شناخته می‌شد. او در سن ۸۵ سالگی  در فیلم Eline Vere بازی کرد، و در ۹۰ سالگی، دوباره در صحنه حضور داشت.